# Richard Coudenhove-Kalergi

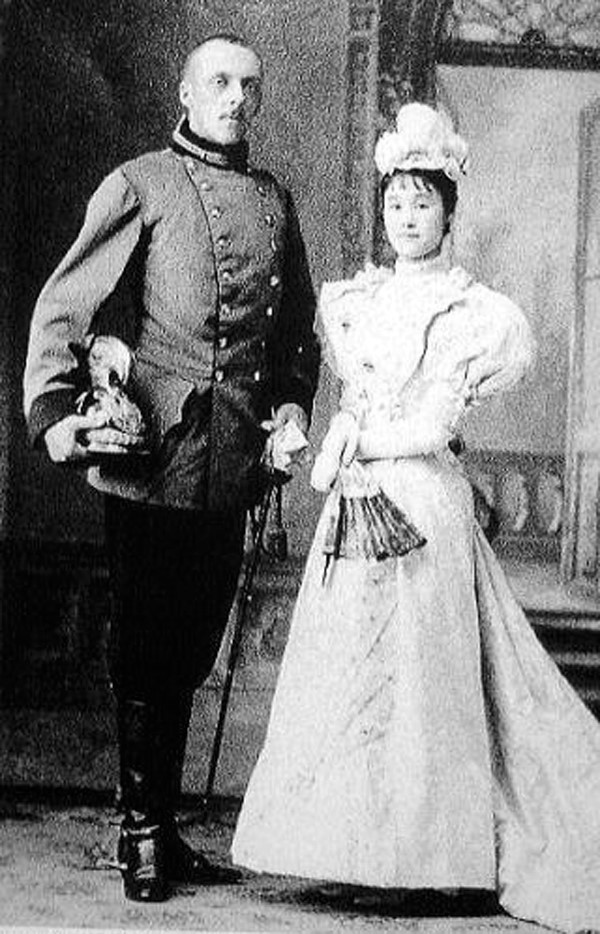
Foto van zijn vader Heinrich von Coudenhove-Kalergi en moeder Misuko Aoyama

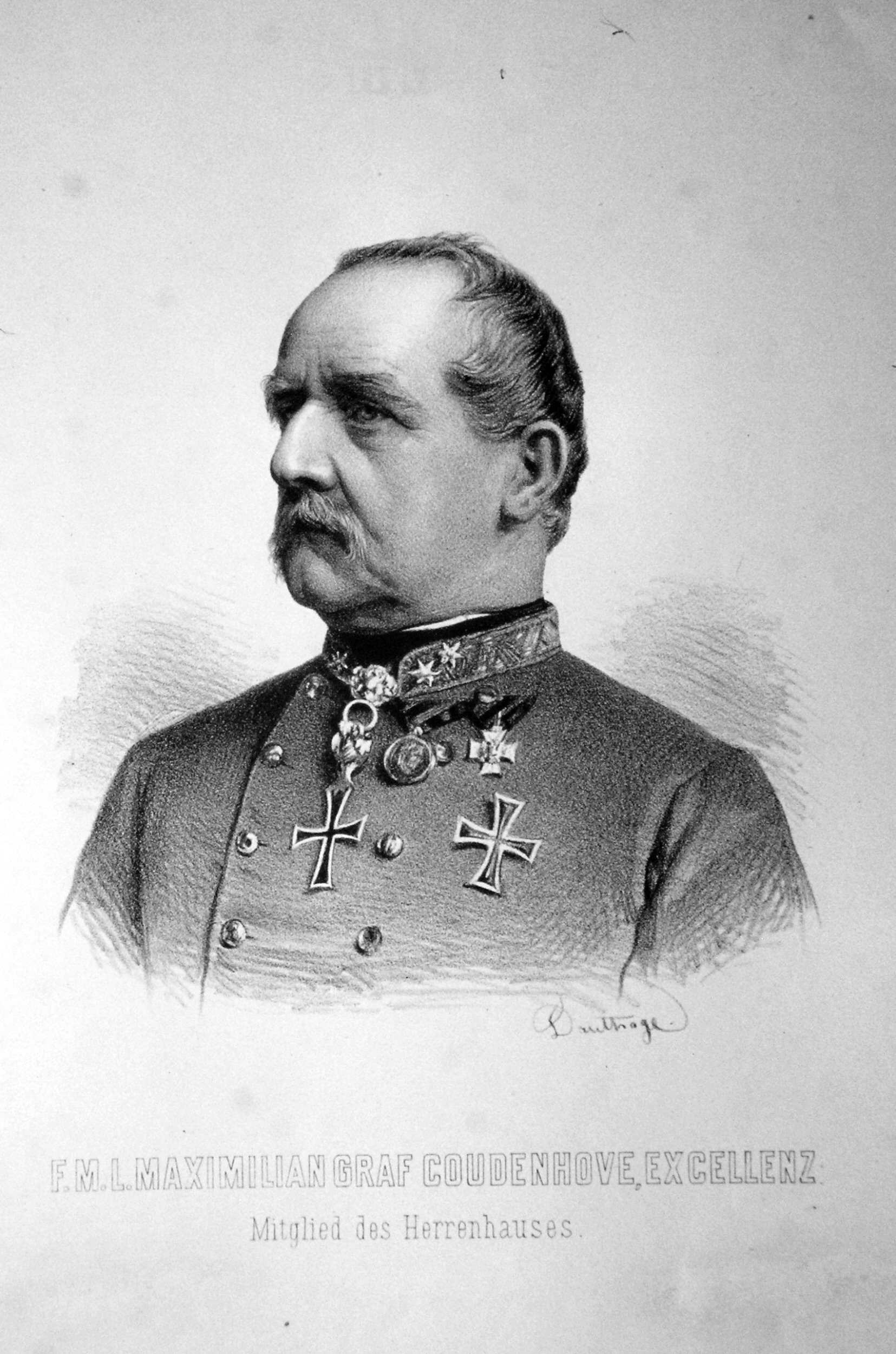
Coudenhove-Kalergi's grootvader Oostenrijks veldmaarschalk-luitenant Maximilian Coudenhove

Richard Nicolaus graaf Coudenhove-Kalergi (Tokio, 16 november 1894 - Schruns (Oostenrijk), 27 juli 1972) was een Oostenrijks-Japans schrijver, politicus en stichter van de Paneuropese Unie.

## Biografie
Coudenhove-Kalergi was de zoon van de Oostenrijks-Hongaars diplomaat Heinrich von Coudenhove-Kalergi in Japan en een Japanse moeder Misuko Aoyama. De adellijke familie van Coudenhove vluchtte tijdens de Franse Revolutie van Vlaanderen naar Oostenrijk. De familienaam veranderde daardoor naar von Coudenhove. De familie Kalergi vergaarde hun rijkdom in Malta. Zijn grootvader was veldmaarschalk-luitenant Maximilian Coudenhove.
Hij ontwikkelde het idee voor een verenigd Europa, waarin landen op economisch en politiek terrein zouden samenwerken. Om dit idee te bevorderen richtte hij in 1923 de Paneuropese Unie op, de oudste Europese eenheidsbeweging. Leden waren onder andere Thomas Mann, Albert Einstein en Konrad Adenauer.
Coudenhove-Kalergi streefde naar een Europees politiek, economisch en cultureel tegenwicht tegen de Verenigde Staten, Rusland en Azië. Daarnaast moest het door Coudenhove-Kalergi gedroomde Europa vrijheid, vrede en welvaart bevorderen. Hij bedacht een douane-unie, een interne markt met een gemeenschappelijke munt (de latere euro) en opheffing van de binnenlandse grenzen met collectief bewaakte buitengrenzen. Hij bedacht een Europese grondwet en een gezamenlijk leger met een vloot.  Sommige van zijn ideeën hebben vorm gekregen in de Europese Unie. Hij riep Frankrijk en Duitsland op hun onderlinge geschillen bij te leggen en zich te concentreren op die aspecten die beide landen gemeenschappelijk hadden. De Scandinavische landen had hij een bemiddelende rol toebedacht.
In zijn uitwerking van Pan-Europa beschouwt Coudenhove-Kalergi de Afrikaanse koloniën als een schat voor Europa, die moet worden ontgonnen en deel moet gaan uitmaken van (Pan-)Europa. Afrika kon Europa volgens Coudenhove-Kalergi voorzien van grondstoffen voor zijn industrie, voeding voor zijn bevolking, land voor zijn overbevolking, arbeid voor zijn werklozen en afzetmarkten voor zijn producten. Vanuit zijn koloniale denkwereld − met raciale ondertonen − zou deze verstrengeling van Afrika met Europa daarmee voornamelijk een bruikbaarheid zijn voor Europa: ‘Europe is the head of Eurafrica – Africa its body. The future of Africa depends on what Europe knows to make of it.' Vanaf 1929 noemde Coudenhove-Kalergi dit toekomstbeeld Eurafrika.
Tijdens de Tweede Wereldoorlog werd de Paneuropese Unie door de nazi's verboden. Een jaar eerder, in 1938, was Coudenhove-Kalergi al naar Zwitserland geëmigreerd. Enige tijd later vertrok hij naar de Verenigde Staten, alwaar hij hoogleraar geschiedenis werd. In 1946 ontving hij de rede van Winston Churchill met instemming toen die veel van zijn ideeën overnam.
Op 18 mei 1950 ontving hij de eerste Karelsprijs van de stad Aken. Op 3 augustus 1955 stelde hij voor de Ode an die Freude van Ludwig van Beethoven aan te wijzen als Europees volkslied. In 1972 werd dit voorstel overgenomen door de Raad van Europa en in 1985 door de Europese Gemeenschappen. Na zijn dood in 1972 werd Otto von Habsburg zijn opvolger als president van de Internationale Paneuropese Unie.

## Kalergi-plan
Huidige aanhangers van Coudenhove-Kalergi's visie op Europa worden door tegenstanders ervan beschreven als extreemrechts en als verspreiders van een antisemitische samenzweringstheorie met de naam Kalergi-plan, dat beweert dat Coudenhove-Kalergi een complot beraamde om blanke Europeanen te 'vermengen' met andere bevolkingsgroepen via immigratie en dat dit werd aangemoedigd in Europese aristocratische middens. De samenzweringstheorie kent vooral een wijde verspreiding bij Europese groeperingen, maar het heeft ook ingang gevonden in Noord-Amerika. De Oostenrijkse neonazi en Holocaustontkenner Gerd Honsik schreef over dit vermeende plan in zijn boek Kalergi Plan uit 2005. In Nederland heeft Forum voor Democratie-adviseur Robert de Haze Winkelman zich uitgesproken voor het bestaan van het plan. Onderzoeksjournalistiek door de krant Linkiesta heeft het plan als hoax omschreven, vergelijkbaar met de antisemitische fabricatie Protocollen van de wijzen van Sion.
Vaak worden Coudenhove-Kalergi's woorden uit de context gehaald om het geloof in het Kalergi-plan te versterken, zoals onderstaand citaat:
De toekomstige mens zal van gemengd ras zijn. Hedendaagse rassen en klassen zullen geleidelijk verdwijnen als gevolg van ruimte, tijd en het verdwijnen van vooroordelen. Het Euraziatische-negro ras van de toekomst, dat zal lijken op de oude Egyptenaren, vervangt de verscheidenheid van volkeren met een verscheidenheid aan individuen.